# José Shaffer
Pour les articles homonymes, voir Shaffer.
José Alberto Shaffer est un footballeur argentin né le 16 décembre 1985 à Córdoba (Argentine). Il évolue au poste de défenseur/latéral gauche au Benfica Lisbonne.

## Carrière
| Saison    | Club             | Montant | Division | Matches | Buts |
| --------- | ---------------- | ------- | -------- | ------- | ---- |
| 2005-2006 | Racing Club      |         | I        | 6       | 0    |
| 2006      | IFK Göteborg     |         | I        | 3       | 0    |
| 2007      | IFK Göteborg     |         | I        | 0       | 0    |
| 2007-2008 | Racing Club      |         | I        | 6       | 0    |
| 2008-2009 | Racing Club      |         | I        | 31      | 0    |
| 2009-2010 | Benfica Lisbonne |         | I        | 4       | 0    |

## Palmarès
- Champion du Portugal en 2010 avec le Benfica Lisbonne